# Nigel Havers
Nigel Havers (Londra, 6 novembre 1951) è un attore e regista britannico.

## Biografia
Dopo aver lavorato in una serie radiofonica, si avvicina al teatro, per poi attraversare un periodo di disoccupazione, durante il quale lavora con un commerciante di vini. La sua prima apparizione al cinema è con un piccolo ruolo nel film La papessa Giovanna (1972), ma il suo primo grande successo giunge con il ruolo di protagonista in una riduzione televisiva della BBC del romanzo Nicholas Nickleby (1977). 
Negli anni ottanta recita in Momenti di gloria (1981) e diventa un volto noto in televisione. Nel 1984 interpreta il ruolo di Ronny Heaslop, il magistrato civile innamorato di Adela Quested nel film Passaggio in India di David Lean. Nel 1986 è accanto a Michael Caine nel film di spionaggio Investigazione letale. Nel 1987 recita accanto a Christian Bale e John Malkovich, interpretando il dottor Rewlins ne L'impero del sole di Steven Spielberg, mentre nel 1989 ha il ruolo del capitano Fairbourne in Addio al re di John Milius. Nel 2004 impersona l'attore David Niven nel film Tu chiamami Peter, biografia di Peter Sellers.
Dal 2007 è sposato con Georgiana Bronfman.

## Filmografia parziale

### Cinema
- La papessa Giovanna (Pope Joan), regia di Michael Anderson (1972)
- Demonio dalla faccia d'angelo (Full Circle), regia di Richard Loncraine (1977)
- Qualcuno sta uccidendo i più grandi cuochi d'Europa (Who Is Killing the Great Chefs of Europe?), regia di Ted Kotcheff (1978)
- La nascita dei Beatles (Birth of the Beatles), regia di Richard Marquand (1979)
- Momenti di gloria (Chariots of Fire), regia di Hugh Hudson (1981)
- Passaggio in India (A Passage to India), regia di David Lean (1984)
- Burke & Wills, regia di Graeme Clifford (1985)
- Investigazione letale (The Whistle Blower), regia di Simon Langton (1986)
- L'impero del sole (Empire of the Sun), regia di Steven Spielberg (1987)
- Addio al re (Farewell to the King), regia di John Milius (1989)
- Giorni felici a Clichy (Quiet Days in Clichy), regia di Claude Chabrol (1990)
- Tu chiamami Peter (The Life and Death of Peter Sellers), regia di Stephen Hopkins (2004)
- Penelope, regia di Mark Palansky (2006)

### Televisione
- A Horseman Riding By (1977)
- Nicholas Nickleby (1977)
- Pennies from Heaven (1978)
- Le sconfitte di un vincitore: Winston Churchill 1928-1939 (Winston Churchill: The Wilderness Years) – miniserie TV (1981)
- Don't Wait Up (1984)
- Buon viaggio (Bon Voyage, 1985)
- Una dolce principessa (A Little Princess, 1986)
- Il seduttore (The Charmer, 1987)
- Un eroe perfetto (A Perfect Hero, 1991)
- Sleepers (1991)
- Aquila rossa (Lie Down with Lions) (1994)
- Liz, la diva dagli occhi viola (Liz: The Elizabeth Taylor Story), regia di Kevin Connor – miniserie TV, 2 puntate (1995)
- Dangerfield – serie TV (1997-1999)
- Il ladro gentiluomo (The Gentleman Thief, 2001)
- Manchild – serie TV (2002-2003)
- Little Britain – serie TV (2004)
- Brothers & Sisters - Segreti di famiglia (Brothers and Sisters) – serie TV (2008-2009)
- Le avventure di Sarah Jane (The Sarah Jane Adventures) – serie TV (2009)
- Downton Abbey – serie TV, 1 episodio (2009)
- Coronation Street – soap opera, 182 puntate (2009-2019)
- L'ispettore Barnaby (Midsomer Murders) – serie TV, episodio 21x01 (2020)
- La Casa delle Aste – BBC, 30 episodi (2020)
- Finding Alice – serie TV, 6 episodi (2021)

## Doppiatori italiani
- Mino Caprio in L'impero del sole, Giorni felici a Clichy
- Claudio De Angelis in Momenti di gloria
- Roberto Chevalier in Passaggio in India